# Nissan Kagaku Kōgyō
Nissan Kagaku Kōgyō K.K. (jap. 日産化学工業株式会社, Nissan Kagaku Kōgyō Kabushiki-gaisha, engl. Nissan Chemical Industries, Ltd.) ist ein japanisches Chemieunternehmen.

## Geschichte
Das Unternehmen wurde 1887 als Japans erster Hersteller von Kunstdünger gegründet. 1949 wurde die Fettchemie abgespalten (heute NOF Corporation) und 1988 wurde die Petrochemie an KH Neochem verkauft.

## Produkte

### Basischemikalien
Melamin, Schwefelsäure, Salpetersäure, Ammoniak

### Elektronikmaterialien
- TEPIC
- SUNEVER Polyimid

### Anorganika
- Kieselsol (SNOWTEX)
- Aluminasol

### Pflanzenschutzmittel
- Herbizide
  - Halosulfuron
  - Metazosulfuron
  - Pyrazosulfuron-ethyl
  - Quizalofop-P
- Insektizide
  - Pyridaben
  - Cyenopyrafen
- Fungizide
  - Amisulbrom
  - Thifluzamid (Lizenz von Dow)
- Ektoparasitika
  - Fluralaner